# Kevin Bellemans
Kevin Bellemans (Brussel, 15 oktober 1980) is een Vlaams acteur. Hij is het bekendst door televisierollen op Ketnet, in de eerste plaats als brave loebas Stijn Schellekens in En daarmee basta!, en later als super-antiheld Pretman in de spelprogramma's De Pretroulette en De Pretshow. Daarnaast kreeg hij nog gastrollen in allerlei jeugd- en volwassenenprogramma's.

## Hoofdrollen
- En daarmee Basta! (2005-2008) - als Stijn Schellekens
- De Pretroulette (2008-2009) - als de Pretman
- Eric of the Gods (2009) - als Eric/Eros
- De Pretshow (2010) - als de Pretman
- Koning Lou (2013-2014) - als koning Lou
- En toen kwam ons ma binnen (2014) - verschillende rollen
- It's showtime (2017) - als Bruno
- Prettig Gespoord (2018) - als Michiel

## Gastrollen
- Spoed (2000) - als verpleger
- Familie (2000) - als Sven
- Spoed (2001) - als Sven
- Samson en Gert (2002) - als agent
- Spoed (2002) - als jongeman
- Familie (2002-2003) - als Fluppe
- Spring (2003-2004) - als Dirk 'Dizzie'
- Hallo België! (2004) - als fotograaf
- Spoed (2004) - als inspecteur Snoeck
- De Rodenburgs (2009) - als Filip
- Click-ID (2009) - als Niels
- Aspe (2009) - als Stef Thys
- Vermist (2010)
- Mega Mindy (2007) - als Jo Pyramide
- Zingaburia (2012) - als Milan Vandenhoek
- Aspe (2012) - als Serge Muyters
- Lang Leve... (2013) - als Etienne Berghmans
- Familie (2014) - als Sébastien
- Allemaal Chris (2017) - als Davy Verbruggen
- Tabula rasa (2017) - als agent Meulemans
- De regel van 3S (2018) - als Bas Palinck
- Over water (2018) - als politieagent
- Geub (2019)
- Glad IJs (2021) - als Cyriel
- Grond (2021) - als Christophe
- 1985 (2023) - als rijkswachter
- Onderhuids (2023) - als Jimmy
- De raad van Soekie (2024-heden) - als Fred Vleeschdrager

## Filmografie
- Mega Toby redt de race (2011) - als Mario Mustang
- House of Thought (2013) - als Ernest Idle
- Getekend, Lente (2014) - als Thomas
- Missing Love (2015) - als Roger
- Styx (2018) - als Johan
- Nachtwacht: De poort der zielen (2018) - als Renvie
- #YouToo (2019) - als Bling
- Aangenomen (2019) - als werknemer
- L'ennemi (2020) - als receptionist
- Sam Speed (2023) - als racer Sam

## Prijzen
- 2011: Persoonlijkheidsprijs van Camerettenfestival